# Teatro Colón (Barranquilla)
El Teatro Colón es una edificación que fue sala de cine de estilo art decó diseñada en 1937 por el arquitecto cubano Manuel Carrerá en Barranquilla, Colombia.

## Arquitectura
El edificio muestra la influencia del expresionismo alemán. Su formas hacen referencias a las carabelas de Cristóbal Colón.
Su fachada presenta una compleja composición de ángulos y planos, tal y como es tradicional en el art decó. 